# Quebrada de Piedra
Quebrada de Piedra è un comune (corregimiento) della Repubblica di Panama situato nel distretto di Tolé, provincia di Chiriquí. Si estende su una superficie di 98,3 km² e conta una popolazione di 1.127 abitanti (censimento 2010).